# Румянцев, Андрей Григорьевич
Андре́й Григо́рьевич Румя́нцев (15 сентября 1938) — российский писатель и поэт, переводчик. Народный поэт Бурятии. Заслуженный работник культуры Российской Федерации (2011).

## Биография
Родился 15 сентября 1938 года в селе Шерашово, Кабанского района Республики Бурятии в многодетной рыбацкой семье.
В 1953 году окончил среднюю школу с серебряной медалью. После школы поступил на филологический факультет Иркутского государственного университета. Первые стихи Андрея Григорьевича печатались в иркутских газетах.
С 1960 года в течение 10 лет работал в газете «Молодежь Бурятии», затем в течение 14 лет — заместитель председателя Комитета по телевидению и радиовещанию Бурятии. Здесь, в республике, издаются его первые книги, здесь Андрей Григорьевич находит призвание как одаренный поэт, в это время написано много собственных стихов, также много времени посвящается переводу национальной поэзии. Публикуется в коллективных сборниках, журналах, газетах.
С 1993 года по 2001 год — ответственный секретарь Иркутской организации Союза писателей России.
Более 40 лет является Членом Союза журналистов России. Член Высшего творческого совета Союза писателей России, действительный член Петровской академии наук и искусств. Лауреат нескольких литературных премий.
Долгое время жил в Иркутске. Живёт в Москве. Жена Галина — филолог. Дочь Ольга — актриса камерного театра «ДАР».

## Награды и звания
- Медаль Пушкина (24 июля 2018 года) — за заслуги в развитии отечественной культуры и искусства, средств массовой информации, многолетнюю плодотворную деятельность[1].
- Заслуженный работник культуры Российской Федерации (5 мая 2011 года) — за большие заслуги в развитии отечественного телерадиовещания, культуры, печати и многолетнюю плодотворную деятельность[2].
- Народный поэт Бурятии.